# Oporów-Kolonia
Oporów-Kolonia (prononciation [ɔˈpɔruf kɔˈlɔɲa]) est un village de la gmina de Oporów, du powiat de Kutno, dans la voïvodie de Łódź, situé dans le centre de la Pologne.
Il se situe à environ 14 kilomètres à l'est de Kutno (siège du powiat) et 53 kilomètres au nord de Łódź (capitale de la voïvodie).
Sa population s'élevait approximativement à 140 habitants en 2006.

## Administration
De 1975 à 1998, le village était attaché administrativement à l'ancienne voïvodie de Płock.

Depuis 1999, il fait partie de la nouvelle voïvodie de Łódź.